# Jason St Juste
Jason Valentine St Juste (Leeds, 21 settembre 1985) è un calciatore nevisiano con cittadinanza britannica, centrocampista del Selby Town.

## Carriera

### Club
St Juste cominciò la carriera con la maglia del Garforth Town, per poi passare al Darlington. Esordì in squadra il 26 novembre 2004, subentrando ad Adrian Webster nella vittoria per 0-2 sul campo del Cheltenham Town. Il 19 marzo 2005 segnò la prima rete in squadra, nella vittoria per 0-1 in casa del Grimsby Town.
Nel 2005 passò al Southampton, ma non giocò alcuna partita in squadra. Fece allora ritorno al Garforth Town, dove giocò dal 2006 al 2009. Emigrò poi in Norvegia per militare nelle file del Sandnes Ulf: nel campionato 2009 la squadra guadagnò la promozione nella 1. divisjon e l'anno seguente raggiunse la salvezza.
Nel 2011 tornò in Inghilterra per giocare ancora nel Garforth Town. Seguì un'esperienza al Chester, prima dell'accordo con il Darlington. Nel 2011 venne ingaggiato dal Bradford Park Avenue, per poi trasferirsi allo Halifax Town.
Nel 2013, firmò nuovamente per il Bradford Park Avenue. Nel 2014 fu in forza al Whitehawk, dove giocò brevemente per poi accordarsi con il Farsley. A settembre dello stesso anno, è passato al North Ferriby United.
Il 7 luglio 2017 è passato allo United of Manchester. Il 12 settembre successivo è passato al Trafford.

### Nazionale
Il 30 agosto 2014 venne convocato dalla nazionale nevisiana per la prima volta in carriera.

## Palmarès

### Club

#### Competizioni nazionali
- FA Trophy: 1

North Ferriby United: 2014-2015